# Marek Výborný
Marek Výborný (ur. 10 lipca 1976 w m. Heřmanův Městec) – czeski polityk, nauczyciel i samorządowiec, deputowany, w latach 2019–2020 i od 2024 przewodniczący KDU-ČSL, od 2023 minister rolnictwa.

## Życiorys
Po odbyciu służby wojskowej studiował historię i teologię na Uniwersytecie Palackiego w Ołomuńcu. Pracował jako nauczyciel w szkole średniej, ucząc historii, podstaw nauk społecznych i łaciny. W latach 2012–2018 był dyrektorem szkoły średniej Gymnázium, Pardubice, Mozartova 449.
Od 2005 członek KDU-ČSL, od 2006 wybierany na radnego swojej rodzinnej miejscowości. W 2012 został radnym kraju pardubickiego, jednak jeszcze w tym samym roku zrezygnował z zasiadania w tym gremium. W wyborach w 2017 uzyskał mandat deputowanego do Izby Poselskiej.
W marcu 2019 został wybrany na nowego przewodniczącego ludowców w miejsce Pavla Bělobrádka. W decydującej turze głosownia pokonał byłego ministra Mariana Jurečkę. Kierowana przez niego partia przyjęła za swoją pełną nazwę dotychczasowy skrótowiec.
We wrześniu 2019 jego żona nagle zmarła z powodu niewydolności serca. W listopadzie Marek Výborný ogłosił swoją rezygnację z funkcji przewodniczącego partii i zwołanie nadzwyczajnego kongresu KDU-ČSL. Decyzję tę motywował koniecznością zajęcia się wychowywaniem trójki swoich dzieci. Partią kierował do czasu wyboru Mariana Jurečki na swojego następcę w styczniu 2020. W 2021 z powodzeniem ubiegał się o poselską reelekcję.
W czerwcu 2023 objął urząd ministra rolnictwa, dołączając do rządu Petra Fiali. W październiku 2024 po raz drugi wybrano do na lidera partii, w ostatecznym głosowaniu ponownie pokonał Mariana Jurečkę.

## Życie prywatne
Jego ojciec Miloslav Výborný był ministrem i sędzią Sądu Konstytucyjnego. Marek Výborný był żonaty, ma troje dzieci. Działacz harcerski i członek Czeskiej Akademii Chrześcĳańskiej.